# Julio Sánchez Vargas
Julio Sánchez Vargas (Orizaba, Veracruz; 17 de agosto de 1914-Ciudad de México, 8 de diciembre de 2005) fue un abogado y político mexicano, miembro del Partido Revolucionario Institucional. Se desempeñó como procurador general de la República entre 1967 y 1971 durante los gobiernos de Gustavo Díaz Ordaz y Luis Echeverría Álvarez, ejerciendo durante la masacre de Tlatelolco en 1968 y la matanza del Jueves de Corpus en 1971. Además fue ministro de la Suprema Corte de Justicia de la Nación de 1977 a 1983.

## Carrera profesional
Julio Sánchez Vargas fue abogado egresado de la Escuela Libre de Derecho, de donde egresó en 1936 titulándose con la tesis profesional titulada: "Naturaleza jurídica de la Expropiación Forzosa por causas de utilidad pública, sus nuevas manifestaciones". Ingresó como abogado en la Secretraría de Relaciones Exteriores de 1936 a 1937 y luego en la oficina de Resoluciones Presidenciales del Departamento de Asuntos Agrarios y Colonización de 1937 a 1940, esté último año fue nombrado procurador general de Justicia de San Luis Potosí por el gobernador Reynaldo Pérez Gallardo, hasta el 19 de agosto de 1941 en que se declararon desaparecidos los poderes del estado y el nuevo gobernador, Ramón Jiménez Delgado, lo nombró Oficial Mayor y en 1943 Secretario General de Gobierno hasta 1944.
Retornó a la Ciudad de México en 1944 y entre ese año y 1946 fue secretario del Jefe de la Policía del Distrito Federal y desde 1946 hasta 1963 ministro supernumerario del entonces Tribunal Superior de Justicia del Distrito y Territorios Federales, presidiendo dicho Tribunal entre 1963 y 1967. El 17 de febrero de 1967 el presidente Gustavo Díaz Ordaz lo designó como Subprocurador encargado del despacho de la Procuraduría General de la República en sustitución de Antonio Rocha Cordero —quien dejó el cargo al ser postulado candidato del PRI a gobernador de San Luis Potosí— y el 21 de febrero de 1968 fue nombrado formalmente procurador general de la República, correspondiéndole por tanto desde el puesto a su cargo la reacción gubernamental al Movimiento estudiantil de 1968; el 1 de diciembre de 1970 el nuevo presidente, Luis Echeverría Álvarez, lo ratificó al frente de la Procuraduría General de la República, correspondiéndole nuevamente estar en el cargo durante los hechos violentos que desencadenaron la Matanza del Jueves de Corpus el 10 de junio de 1971, como consecuencia a este último hecho, presentó su renuncia al cargo el 19 de agosto de 1971, a los pocos días en que también lo hicieron el entonces jefe del Departamento del Distrito Federal, Alfonso Martínez Domínguez y el jefe de la Policía del D. F., Rogelio Flores Curiel.
A su renuncia a la PGR es designado director general de la Sociedad Mexicana de Crédito Industrial hasta 1976 y en 1977 es nombrado ministro de la Suprema Corte de Justicia de la Nación de ese año a 1983 a propuesta del presidente José López Portillo, tras este último cargo permanece alejado de la política activa hasta 1990 en que el presidente Carlos Salinas de Gortari lo nombra director general del Instituto Nacional de la Senectud, cargo que concluye en 1994 y tras lo cual se retira definitivamente los cargos públicos.

## Acusaciones penales
Señalado por diversos sectores sociales y políticos como responsable de parte de la represión gubernamental de los movimientos de 1968 y de 1971, la Fiscalía Especial para Movimientos Sociales y Políticos del Pasado —establecida durante el gobierno de Vicente Fox— abrió proceso en su contra y el 24 de septiembre de 2002 el fiscal Ignacio Carrillo Prieto intentó interrogarlo sobre su participación en los mismos, sin embargo, Sánchez Vargas se acogió a su derecho constitucional de no responder y negó posteriormente todas las acusaciones; el 19 de septiembre de 2005 la Fiscalía solicitó su aprehensión por considerarlo responsable de los delitos de genocidio y desaparición forzada en el contexto del Movimiento Estudiantil de 1968 (no así de 1971), inicialmente el juez denegó dicha orden de aprehensión que fue apelada por la fiscalía ante la Suprema Corte de Justicia de la Nación, encontrándose en proceso pendiente de resolución cuando el 8 de diciembre de 2005 falleció a causa de un infarto en la Ciudad de México.